# Whopper Whopper
«Whopper Whopper» (с англ. — «Воппер воппер») — песня американской сети ресторанов быстрого питания Burger King, которая является джинглом для рекламы воппера — фирменного гамбургера сети. Эту песню и другие её версии разработала студия Beacon Street Studios. Джингл известен тем, что использовался в телевизионной рекламе серии You Rule, выпущенной 17 ноября 2022 года. Whopper Whopper и Burger Cheese Burger Cheese были также выпущены как синглы под общим названием You Rule. Jingles в Spotify 3 февраля 2023 года.

## Приём
Восприятие песни оказалось неоднозначным. Некоторым людям песня нравится, а другие находят её раздражающей. Новостные агентства описали песню как вирусную и навязчивую. Во время плей-офф НФЛ 2023 года  некоторые фанаты выразили разочарование, услышав эту песню в момент рекламной паузы. В 2023 году реклама не транслировалась на Супербоул LVII, вместо этого Burger King решил выпустить песню в Spotify. Песня стала интернет-мемом.